# PARTNERS park
PARTNERS park（韓文：파트너즈파크）是韓國的經紀公司。這是一家2017年6月成立的新生經紀公司。

## 外部連結
- 官方网站
- PARTNERS park的Instagram帳戶